# Sanahin (Lorri)
Pour l’article homonyme, voir Sanahin.
Sanahin (en arménien Սանահին) est un village situé au nord de l'Arménie, dans la région de Lorri, et plus précisément dans le district de Toumanian, près de la ville d'Alaverdi. Le poète et écrivain Hovhannès Toumanian est natif de cette région sauvage.

## Monastère
On y trouve le monastère de Sanahin datant du Xe au XIIIe siècle. Celui-ci a rejoint celui de Haghpat en 2000 sur la liste du patrimoine mondial de l'UNESCO, tous deux sous le numéro 777, car « ce bien est d'une valeur universelle exceptionnelle et constitue un exemple remarquable de l'architecture religieuse qui s'est développée en Arménie du Xe au XIIIe siècle ».

## Autre monument
La localité abrite aussi le mémorial dédié au concepteur d'avions Artem Mikoyan.